# Saint-Loup-des-Vignes
Saint-Loup-des-Vignes è un comune francese di 451 abitanti situato nel dipartimento del Loiret nella regione del Centro-Valle della Loira.

## Società

### Evoluzione demografica
Abitanti censiti